# Torfi Bjarnason

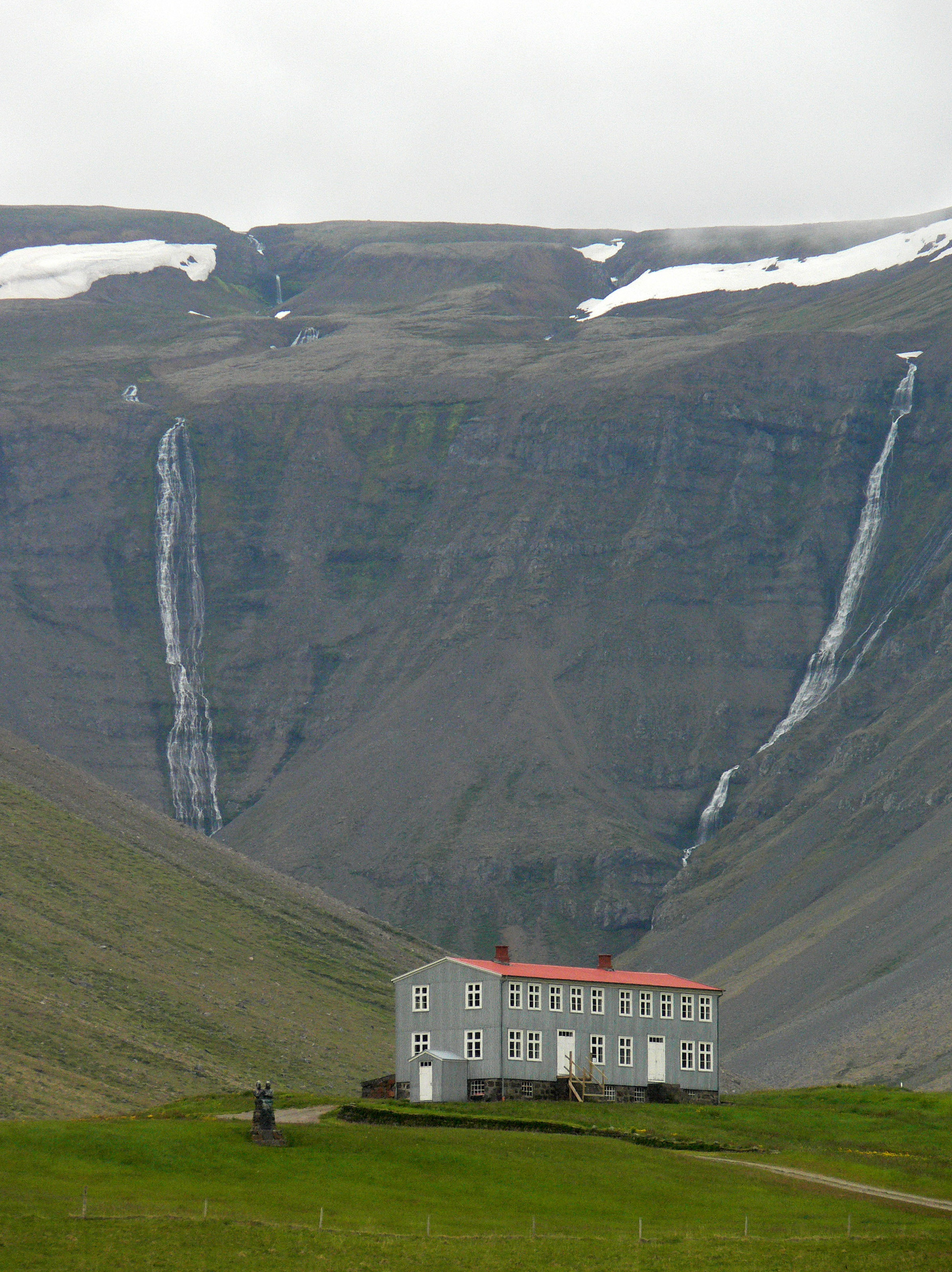
Ólafsdalsskólinn

Torfi Bjarnason, född 28 augusti 1838, död 24 juni 1915, var en isländsk bonde och agronom. 
Bjarnason reste till Skottland 1866 och vistades där 1½ år för att bekanta sig med lantbruket där. Redan innan dess hade han gjort försök att förbättra de isländska liarna, och under sin vistelse i Skottland lät han framställa nya dylika, som efterhand kom att användas på hela Island. 
På sin gård, Ólafsdalur, stiftade Bjarnason 1880 en lantbruksskola (Ólafsdalsskólinn) för Vesturamt, som han ledde i 27 år, tills det för landskassans medel inrättades två bondeskolor (1907). Bjarnasons skola besöktes av 293 elever. Han skrev flera ekonomiska och agronomiska avhandlingar.